# 오타 심페이
오타 심페이(일본어: 太田 心平, 1975년 - )는 일본의 사회문화인류학자, 동북아시아 연구자이다. 일본의 인간문화연구기구 국립민족학박물관에 부교수로 봉직하며, 종합연구대학원대학의 부교수, 미국 자연사 박물관의 상급연구원을 겸하고 있다.

## 참고 문헌
아사쿠라 도시오・오타 심페이, 편집. (2012). 《한민족 해외동포의 현주소》. 학연문화사. ISBN 978-89-5508-281-4. 2014년 6월 16일에 원본 문서에서 보존된 문서. 2014년 6월 24일에 확인함.